# Étienne Lamotte
Étienne Paul Marie Lamotte (Dinant, 21 de novembro de 1903 – Bruxelas, 5 de maio de 1983) foi um sacerdote católico belga e professor de grego na Universidade Católica de Lovaina, porém era mais conhecido como  indólogo, considerado a maior autoridade do Ocidente em budismo, na sua época. Foi um dos poucos estudiosos familiarizados com todas as principais línguas do budismo: páli, sânscrito, chinês e tibetano. Em 1953, recebeu o Prêmio Francqui de Ciências Humanas.
Também ficou conhecido pelas suas traduções francesas do Da zhi du lun(大智度論, Sânsc.: Mahāprajñāpāramitāśāstra), um texto atribuído à Nagarjuna. Lamotte acreditava que, muito provavelmente, esse texto tivesse sido composto por um bhikkhu indiano da tradição Sarvastivada, a qual mais tarde se converteu ao movimento Mahāyāna. A tradução de Lamotte foi publicada em cinco volumes mas, após sua morte, permaneceu incompleta.
Além do Da zhi du lun, Lamotte também compôs várias outras importantes traduções de sutras, incluindo o Surangama-samadhi sutra e o Sutra de Vimalakirti.

## Publicações
- Le traité de la grande vertu de sagesse de Nāgārjuna (Mahāprajñāpāramitāśāstra) vol. 1 (1944)
- Le traité de la grande vertu de sagesse de Nāgārjuna (Mahāprajñāpāramitāśāstra) vol. 2 (1949)
- Histoire du bouddhisme indien (1958)
- The Spirit of Ancient Buddhism (1961)
- The Teaching of Vimalakirti (Vimalakīrtinirdeśa) (1962) (Pali Text Soc. trans. 1986)
- Le traité de la grande vertu de sagesse de Nāgārjuna (Mahāprajñāpāramitāśāstra) vol. 3 (1970)
- Le traité de la grande vertu de sagesse de Nāgārjuna (Mahāprajñāpāramitāśāstra) vol. 4 (1976)
- Le traité de la grande vertu de sagesse de Nāgārjuna (Mahāprajñāpāramitāśāstra) vol. 5 (1980)
- Karmasiddhi Prakarana